# Roncadelle
Roncadelle (Roncadèle in dialetto bresciano) è un comune italiano di 9 310 abitanti della provincia di Brescia in Lombardia.

## Geografia fisica
Il territorio di Roncadelle, situato nell'immediata periferia di Brescia, è delimitato dal fiume Mella ad est e dal torrente Gandovere ad ovest, ed è attraversato dal torrente Mandolossa.

### Clima
Il clima a Roncadelle è caldo e temperato, con piovosità significativa durante tutto l'anno.
La temperatura media annuale è di 13,1 °C, essendo luglio il mese con temperature più alte (27,8 °C) e gennaio il mese con temperature più basse (−0,3 °C).
La piovosità media annuale è di 1091 mm. In particolare le piogge sono più scarse nel mese di gennaio (54 mm) e più abbondanti nel mese di novembre (125 mm).
| [ 5 ]               | Mesi | Mesi | Mesi | Mesi | Mesi | Mesi | Mesi | Mesi | Mesi | Mesi | Mesi | Mesi | Stagioni | Stagioni | Stagioni | Stagioni | Anno  |
| [ 5 ]               | Gen  | Feb  | Mar  | Apr  | Mag  | Giu  | Lug  | Ago  | Set  | Ott  | Nov  | Dic  | Inv      | Pri      | Est      | Aut      | Anno  |
| ------------------- | ---- | ---- | ---- | ---- | ---- | ---- | ---- | ---- | ---- | ---- | ---- | ---- | -------- | -------- | -------- | -------- | ----- |
| T. max. media (°C)  | 6,6  | 8,5  | 13,2 | 17,0 | 21,3 | 25,8 | 27,8 | 27,4 | 22,5 | 17,3 | 11,6 | 7,2  | 7,4      | 17,2     | 27,0     | 17,1     | 17,2  |
| T. min. media (°C)  | −0,3 | 0,0  | 2,7  | 6,4  | 10,9 | 15,7 | 18,4 | 18,5 | 14,9 | 10,7 | 5,8  | 1,1  | 0,3      | 6,7      | 17,5     | 10,5     | 8,7   |
| Precipitazioni (mm) | 54   | 59   | 67   | 96   | 106  | 100  | 87   | 96   | 115  | 119  | 125  | 67   | 180      | 269      | 283      | 359      | 1 091 |

## Storia

### Età antica
In epoca romana, dal territorio di Roncadelle, passava la via Mediolanum-Brixia, strada romana che metteva in comunicazione Mediolanum (Milano) con Brixia (Brescia) passando da Cassianum (Cassano d'Adda).

### Età medievale

#### Alto Medioevo
Il territorio di Roncadelle chiamato Runca nell'Alto Medioevo e successivamente Runkethelle o Roncadelli (dal verbo latino “runco”: falciare, mietere), richiama le origini strettamente legate all'agricoltura del paese.
La località Runca fu ereditata nel 756 dal re longobardo Desiderio e in seguito donata in data 4 ottobre 760 al monastero femminile di San Salvatore (poi dedicato a Santa Giulia), fondato da poco dallo stesso re Desiderio e da sua moglie Ansa. Nei secoli successivi il monastero benedettino ebbe un ruolo predominante sulla vita della comunità: venne costruito un mulino e un cascinale sulla strada rurale per Travagliato e si mantenne l'Hospitium sulla via per Orzinuovi, derivato probabilmente da una precedente costruzione romana. Proprio attorno a queste due importanti vie di comunicazione crescono due realtà abitative distinte: la “Contrada dei Cortivi di Sopra" e "Contrada di Sotto (o dell'Osteria)".

#### Basso Medioevo
Alla fine del XIII secolo le trasformazioni sociali in atto portarono il monastero a entrare in una profonda crisi, perdendo gradualmente l'egemonia e il controllo su Roncadelle a favore delle nuove famiglie borghesi bresciane. Nel 1385 da comune iscritto alla quadra di Rovato passò sotto la giurisdizione di Brescia, rientrando a pieno titolo nelle Chiusure, ovvero nel territorio controllato direttamente dalla città di Brescia. Il 16 marzo 1386 Pecino Porcellaga si aggiudicò la concessione di 10 anni riguardante i dazi di Roncadelle. Tale concessione venne rinnovata ai figli di Pecino nel 1395 per altri 20 anni e infine divenne gratuita e perpetua dal 30 agosto 1410. La famiglia Porcellaga da quel momento eserciterà su Roncadelle un potere del tutto incontrastato per quasi tre secoli.
Pecino Porcellaga e i suoi figli Marco e Antonio realizzarono ben presto importanti opere per Roncadelle, si rilevano l'erezione del Castello e la costruzione della Seriola. Quest'ultima derivata dal fiume Mella, costituiva la principale rete di irrigazione del territorio locale. Il Castello venne costruito in un luogo equidistante tra le due Contrade, con l'intenzione di affermare la propria signoria sulla comunità. I Porcellaga possedevano inoltre l'Osteria (sorta in continuità sulla struttura del vecchio Hospitium del monastero di Santa Giulia), le due fornaci, un nuovo mulino e diverse cascine sparse sul territorio.

### Età moderna
La popolazione locale sente sempre più l'esigenza di organizzare la propria vita religiosa, che l'antica chiesetta di Santa Giulia non riesce più a soddisfare, poiché la presenza del sacerdote è prevista solo per le funzioni festive. Nella seconda metà del Quattrocento, vicino alla Contrada dei Cortivi di Sopra, venne costruita la chiesa dedicata a San Bernardino da Siena, transitato a Roncadelle nel 1422 e diventato santo nel 1450. La famiglia Porcellaga si impegnò economicamente nella costruzione dell'edificio e al mantenimento del curato. La chiesa venne consacrata il 3 giugno 1565, diventando la parrocchiale di Roncadelle.
La crisi sociale e morale fra il XVI e XVII secolo, caratterizzata dal fenomeno del banditismo, segnò anche la storia locale di Roncadelle. I Porcellaga si macchiarono di vari episodi di violenza, soprusi e omicidi. Nelle cronache dei tempi si ricordano in particolare Sansone Porcellaga, sua moglie Camilla Fenaroli e loro figlio Pietro Aurelio. La Repubblica di Venezia dovette intervenire più volte contro i delitti commessi dai Porcellaga in quel periodo. Tutto ebbe fine nel 1647 con l'arresto e la condanna di Pietro Aurelio.
L'unica erede di Pietro Aurelio, Chiara Camilla Porcellaga, il 28 giugno 1659 sposò Gaspare Giacinto Martinengo Colleoni e riportò la serenità nella comunità locale. Gaspare Colleoni volle trasformare il vecchio Castello di Roncadelle in un sontuoso palazzo residenziale e progettò l'ampliamento della chiesa parrocchiale. La ristrutturazione del Castello immaginata da Gaspare Colleoni non arrivò mai a termine, nemmeno con il figlio Pietro Emanuele Martinengo Colleoni. Questa scelta di Pietro Emanuele fu dovuta probabilmente per il peso della mancanza di un erede maschio, oltre ai diversi scontri legali con la famiglia Porcellaga, che rivendicava diritti sui beni appartenuti a Chiara Camilla, tra cui lo stesso Castello. Dopo la morte di Pietro Emanuele avvenuta nel 1745, si susseguirono diversi passaggi di proprietà, ma di fatto il Castello venne molto trascurato, finché nel 1816 venne venduto dalla famiglia Erizzo di Venezia al nobile Scipione Guaineri.
Alla fine del XVIII secolo le armate Napoleoniche posero fine al lungo dominio dell'aristocrazia della Repubblica di Venezia e molte cose cambiarono. Vennero aboliti i titoli nobiliari e dopo quasi un millennio venne soppresso il monastero di Santa Giulia, i cui beni servivano a finanziare le riforme sociali. A ricordo dell'importanza che ebbe il monastero sulla vita e crescita della comunità, rimase il nome di Santa Giulia per il cascinale sulla strada per Travagliato e alla relativa chiesetta. Il cambiamento più importante per Roncadelle riguarda la sua autonomia amministrativa dal 1800, in un primo momento provvisoria, successivamente definitiva dal 12 febbraio 1816 con l'affermazione del dominio austriaco.

### Età contemporanea
Nel corso dell'Ottocento l'assetto urbanistico, ancora disordinato su due nuclei abitativi distinti, venne gradualmente unificato con edificazioni lungo le strade di congiungimento. La crescita demografica fu imponente, tanto che la popolazione si raddoppiò in meno di un secolo. Lo sviluppo venne favorito dall'attivazione della linea tranviaria Brescia-Soncino, che avvicinò Roncadelle a Brescia e consentì l'insediamento di nuove attività commerciali. Dopo la seconda guerra mondiale il paese ebbe un'ulteriore espansione demografica e commerciale; grande importanza ebbe la realizzazione di un grosso ipermercato nel 1974 del gruppo Rinascente. Fu l'inizio di una fase che portò Roncadelle a essere il paese con il primato europeo in fatto di spazi commerciali pro-capite (9 metri quadri per abitante).

### Simboli
Lo stemma e il gonfalone sono stati approvati con delibera del consiglio comunale del 28 giugno 
1977 e concessi con D.P.R. del 20 settembre 1977. Lo stemma appare documentato già nel 1943 su carta intestata del Comune.
Si tratta di un'arma alludente: la roncola è un riferimento al toponimo del paese, mentre il ponte rappresenta lo scavalcamento del fiume Mella, a ricordare lo stretto legame di Roncadelle con il corso d'acqua e con la vicina città di Brescia.
Il gonfalone è un drappo partito di bianco e di giallo.

## Monumenti e luoghi d'interesse
- Chiesa di San Bernardino da Siena, costruita nel XVII secolo e poi ampliata tra il 1933 e il 1935[8]
- Castello Guaineri: antico fortilizio trasformato in sfarzosa dimora nobiliare. La costruzione del castello risale al 1380 e fu voluta dalla famiglia Porcellaga per difesa dagli Ungari. Nel 1817 Scipione Guaineri ne diventa unico proprietario (lo era già in parte a seguito dell’unione in matrimonio tra Susanna Porcellaga e Ercole Guaineri) e da allora la relativa famiglia vi abita.

## Società

### Lingua e dialetto
Nel territorio di Roncadelle, accanto all'italiano, è parlata la lingua lombarda, prevalentemente nella sua variante di dialetto bresciano.

### Evoluzione demografica
Abitanti censiti

### Etnie e minoranze straniere
Al 31 dicembre 2010 gli stranieri residenti a Roncadelle sono 1.266, pari al 13,5% della popolazione comunale. Le nazionalità più numerose sono:
- Pakistan, 204
- Romania, 142
- Albania, 128

## Economia
Dal 1994 presso l'ex tubificio della SETA, ha sede la Almag, impresa metallurgica specializzata nella produzione di barre di ottone. Nel comune si trovava la sede di Telemarket, azienda di televendite.

## Infrastrutture e trasporti

### Strade
Roncadelle è attraversata dalla strada statale 11 Padana Superiore, e dalla strada statale 235 di Orzinuovi.

### Tranvie
Fra il 1881 e il 1954 a Roncadelle fu attiva una stazione lungo la tranvia Brescia-Soncino.

### Mobilità urbana
La mobilità urbana e interurbana è garantita dagli autoservizi suburbani e interurbani curati dalla Società Italiana Autoservizi (SIA) e da Brescia Trasporti.

## Amministrazione
| Periodo           | Periodo           | Primo cittadino   | Partito | Carica  | Note   |
| ----------------- | ----------------- | ----------------- | ------- | ------- | ------ |
| 15 giugno 1973    | 20 dicembre 1992  | Renato Tobanelli  | PCI/PDS | Sindaco |        |
| 20 dicembre 1992  | 4 aprile 2005     | Giovanni Ragni    | PDS/DS  | Sindaco |        |
| 4 aprile 2005     | 1º giugno 2015    | Michele Orlando   | DS/PD   | Sindaco |        |
| 1º giugno 2015    | 22 settembre 2020 | Damiano Spada     | PD      | Sindaco |        |
| 22 settembre 2020 | in carica         | Roberto Groppelli | PD      | Sindaco | [ 13 ] |

### Gemellaggi
- Zavidovići
- Preci

## Sport
Pur a fronte dell'esigua popolazione, dagli anni 80 del XX secolo la località è sede del Centro Sportivo Comunale Roncadelle (CSCR), un grande complesso polisportivo che serve anche i comuni limitrofi e che ospita gli allenamenti di numerose discipline differenti, tra cui basket, judo, karate, pallavolo e rugby.